# Martin Asphaug
Martin Asphaug (* 28. April 1950 in Trondheim) ist ein norwegischer Filmregisseur und Drehbuchautor.

## Leben
Ursprünglich beheimatet im Bereich Industrie-, Aufklärungs- und Kurzfilm, drehte er 1990 seinen ersten Spielfilm mit dem Titel En håndfull tid. Mit diesem Film bewarb er sich anlässlich der Oscarverleihung 1990 Unterabteilung bester fremdsprachiger Film. Die norwegische Bewerbung auf eine Nominierung des Filmes wurde jedoch nicht angenommen.
Seit 1992 arbeitet er für das schwedische Fernsehen und drehte einzelne Episoden der Serien Rederiet und Skärgårdsdoktorn, nach der Jahrtausendwende Filmstoffe von Håkan Nesser und Helene Tursten. In Deutschland wurde er bekannt durch den Film aus dem Jahre 2005 mit dem Titel Kim Novak badete nie im See von Genezareth, mit Helena af Sandeberg in der weiblichen Hauptrolle.
Asphaug lebt derzeit in der schonischen Ystad.

## Filmographie
Spielfilme:
- 1989: Eine Handvoll Zeit (En håndfull tid)
- 1990: Abenteuer im Zauberland (Svampe)
- 1992: Toxic Lies
- 2004: The Crossing (Andreaskorset)
- 2005: Kim Novak badete nie im See von Genezareth (Kim Novak badade aldrig i Genesarets sjö)

Fernsehfilme und Serien:
- 1994: My Friend Percy's Magic Gym Shoes
- 1996: The Zone
- 1997: Skärgårdsdoktorn, Episoden 1–8
- 2000: The Mind's Eye
- 2001: The Return
- 2001: Woman with Birthmark
- 2005: The Snakebearer
- 2023: Iris – Die Wahrheit

Kurzfilme:
- 1986: Essay
- 1987: Howl
- 1987: Brr
- 2002: Folk flest bor i Kina